# Casa da Memória Arnaldo Estêvão de Figueiredo
Casa da Memória Arnaldo Estêvão de Figueiredo foi um museu histórico localizado na cidade de Campo Grande, no Mato Grosso do Sul. Foi fundado em 1996 e fechado em 2006.

## História
O museu foi a residência e escritório do engenheiro e político Arnaldo Estêvão de Figueiredo. O local esteve divido em salas: escritório, quarto, galeria de Patronos e ainda um pequeno acervo de livros das áreas de Agronomia, História do Brasil, História de Mato Grosso e Mato Grosso do Sul, Literatura, Economia e Direito.
Arnaldo Estevão de Figueiredo foi um dos primeiros agrônomos do Estado, formado em 1917, mesmo ano em que foi designado pelo governo federal para demarcar as terras de todos os municípios do então Mato Grosso. Também foi prefeito de Campo Grande, governador do Estado e responsável pela implantação da primeira feira livre de Campo Grande. A casa foi construída em 1921. Seu objetivo é proporcionar condições ao público de conhecer o imenso acervo cultural e de serviço deixado por ele. Pode-se encontrar também material de pesquisa sobre o Estado.
O principal objetivo da Casa da Memória era proporcionar condições ao público de conhecer o acervo cultural e de serviços deixado por Figueiredo. Podia-se encontrar também material de pesquisa sobre o estado. Estava situado na Avenida Calógeras esquina com a Rua Barão do Rio Branco.